# Rathaus (Thundorf in Unterfranken)

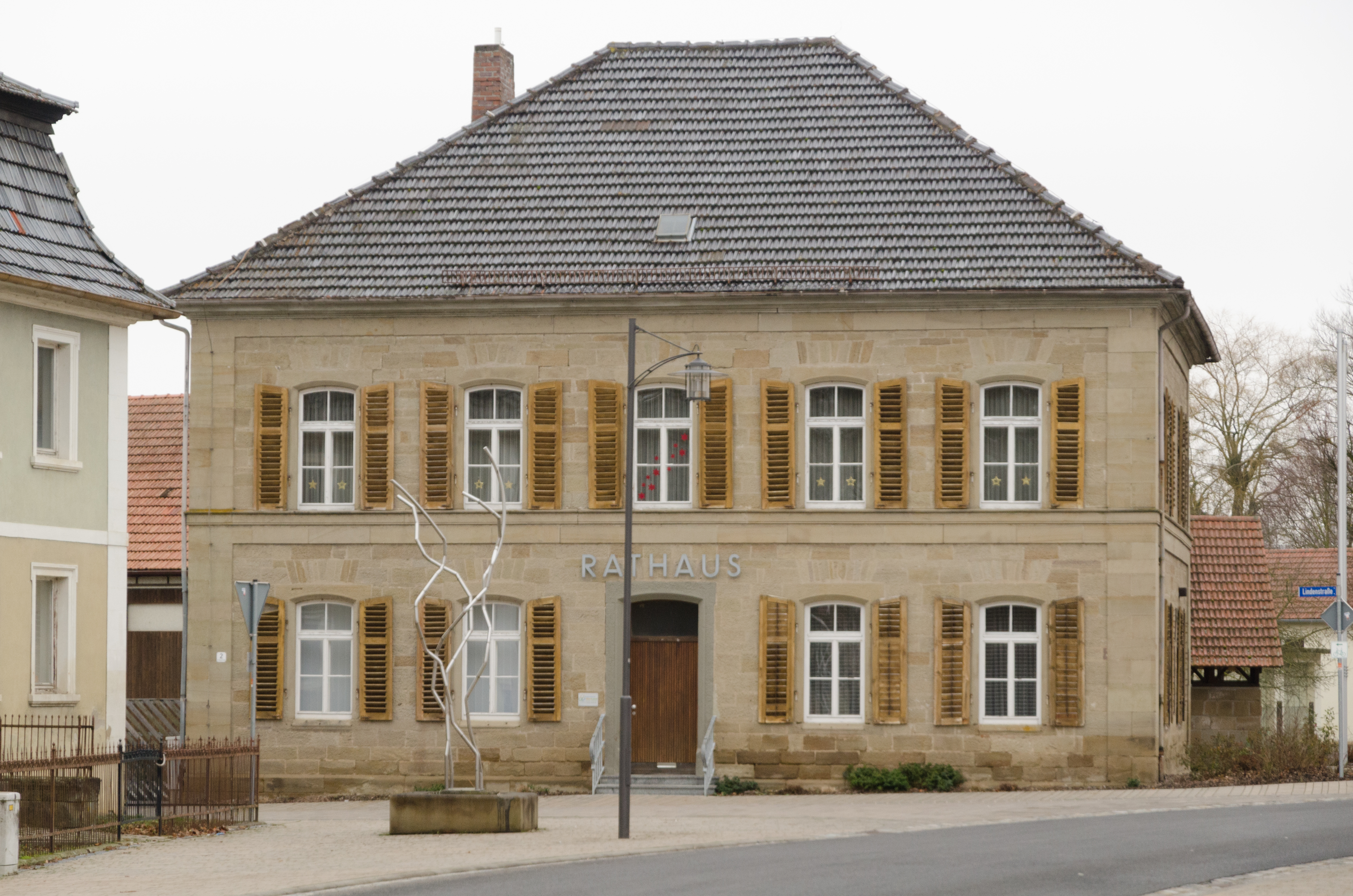
Das Thundorfer Rathaus, Lindenstraße 2

Das Rathaus Thundorf in der bayerischen Gemeinde Thundorf in Unterfranken im Landkreis Bad Kissingen (Adresse: Lindenstraße 2) gehört zu den Thundorfer Baudenkmälern und ist unter der Nummer D-6-72-157-4 in der Bayerischen Denkmalliste registriert.

## Geschichte
Der zweigeschossige, aus Sandstein bestehende Walmdachbau wurde im Jahr 1848 erbaut und diente zunächst als evangelisches Pfarrhaus. Der evangelische Pfarrer Ferdinand Adolf Bub bewohnte als zweiter evangelischer Pfarrer des Ortes von 1858 bis 1870 das Pfarrhaus und schrieb im Jahr 1865 über die Entstehung des Anwesens.
Ausführender Baumeister war Reinhart von Lebenhan; die Baukosten in Höhe von 14.000 Gulden wurden von der königlichen Regierung von Bayern gedeckt. Da der ursprünglich geplante Platz zwischen dem Koch’schen und dem Silbersack'schen Anwesen keinen Gefallen fand, stellte der protestantische Ortsnachbar Koch seine Hofrieth zur Verfügung. Koch erhielt eine Entschädigung sowie den ursprünglich geplanten Pfarrhaus-Standort zur Bebauung. Die Bauarbeiten begannen nach dem Abriss von Kochs Anwesen im Jahr 1847 und waren 1848 beendet.
Im Jahr 1974 wurde die evangelische Pfarrstelle in Thundorf aufgelöst. Bis dahin wurde das Pfarrhaus von den evangelischen Pfarrern des Ortes bewohnt; von 1974 bis 1979  wurde es als Wohnraum vermietet. Im Jahr 1979 verkaufte der Freistaat Bayern das Anwesen an die politische Gemeinde Thundorf, die es zum Rathaus umbaute. Die Neueinweihung  als Rathaus fand am 25. November 1979 statt.